# Accord de 1990 sur les armes chimiques
Traité sur les forces nucléaires à portée intermédiaire (1987) Traité sur les forces armées conventionnelles en Europe (1990)
L'accord de 1990 sur les armes chimiques a été signé à la Maison-Blanche le 1er juin entre Mikhaïl Gorbatchev et George H. W. Bush. Intitulé « Accord sur la destruction et la non-production d'armes chimiques et sur les mesures pour faciliter la convention multilatérale sur l'interdiction des armes chimiques », il s'agissait d'un accord bilatéral entre l'Union soviétique et les États-Unis visant à mettre un terme au développement d'armes chimiques et à en éviter la prolifération. Il prévoyait notamment, :
- la coopération des deux pays pour développer et mettre en place des méthodes de destruction d'armes chimiques sûres et respectueuses de l'environnement ;
- la destruction, dès 1992, des stocks d'armes chimiques, pour les ramener à la fin de 1999 en dessous de 50 % des stocks déclarés au moment de l'entrée en vigueur du traité, et à moins de 5 000 tonnes chacun au 31 décembre 2002 ;
- la fin de la production d'armes chimiques dès l'entrée en vigueur de l'accord ;
- la mise en place d'inspections in situ afin de vérifier que la destruction des armes chimiques a bien été menée ;
- des échanges de données annuelles sur l'état des stocks d'armes chimiques afin de faciliter le suivi de leur réduction ;
- le soutien à la conclusion d'une interdiction mondiale des armes chimiques « au plus tôt ».

Il constitua une étape importante dans le démantèlement des stocks d'armes de destruction massive à la fin de la guerre froide et ouvrit la voie à la signature de la Convention sur l'interdiction des armes chimiques à Paris le 13 janvier 1993.